# Pettenasco

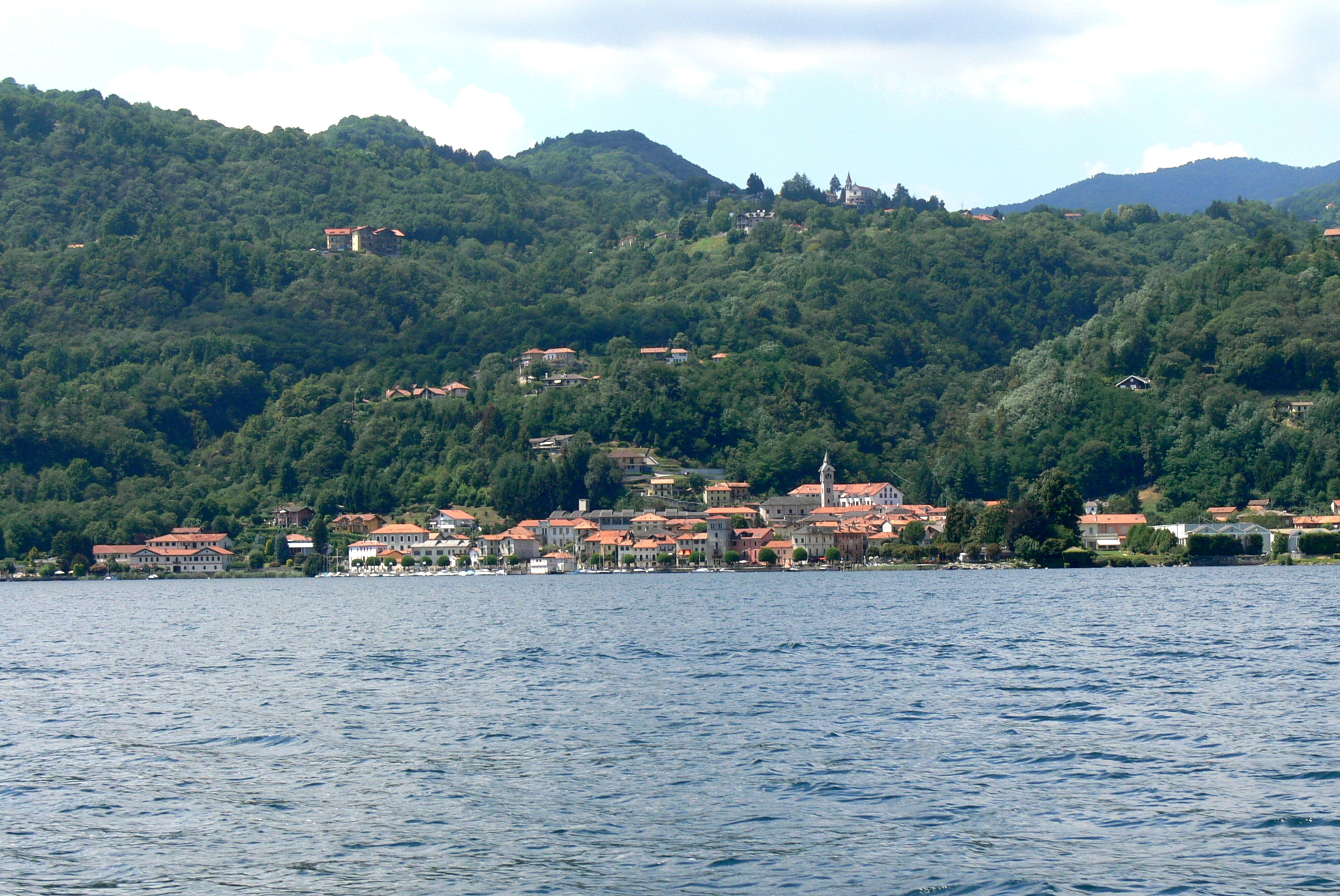
Blick auf Pettenasco vom Westufer des Ortasees

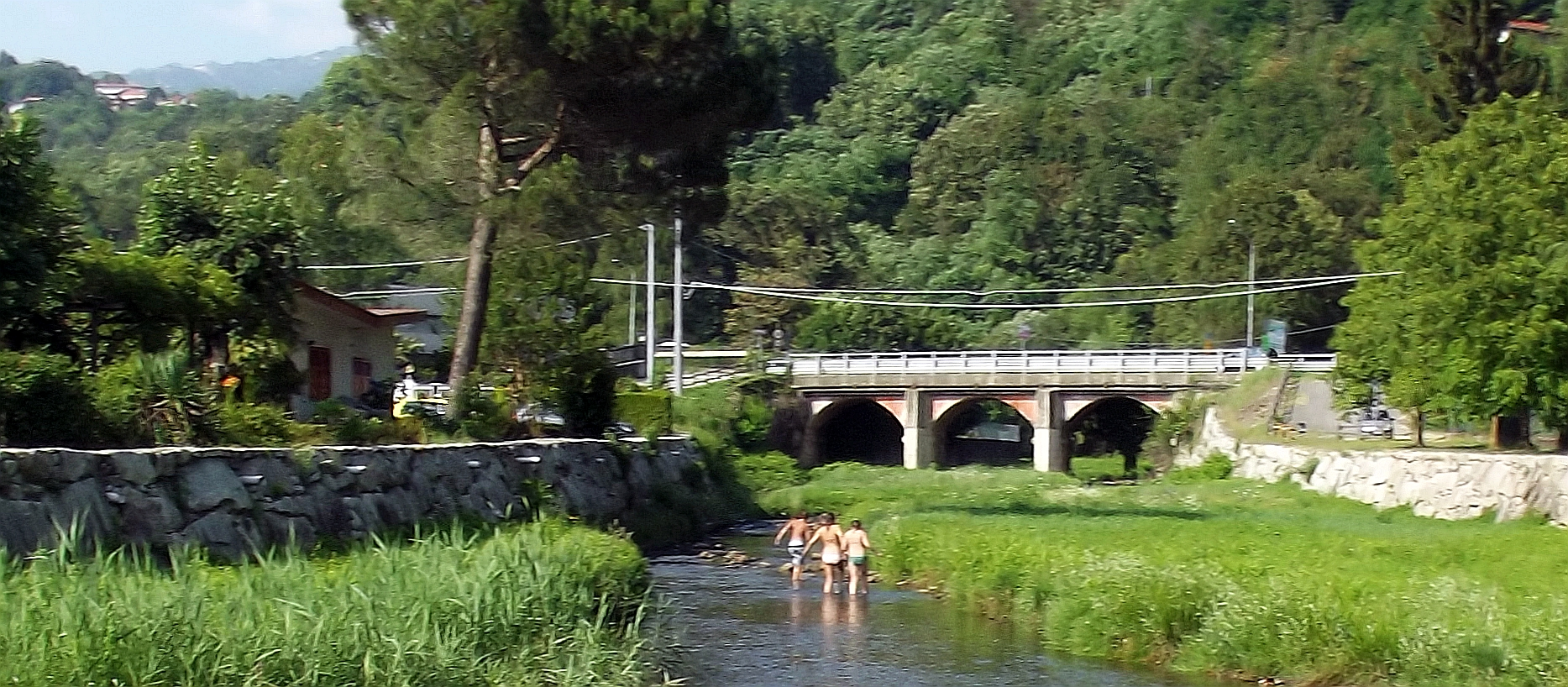
Pesone in Pettenasco

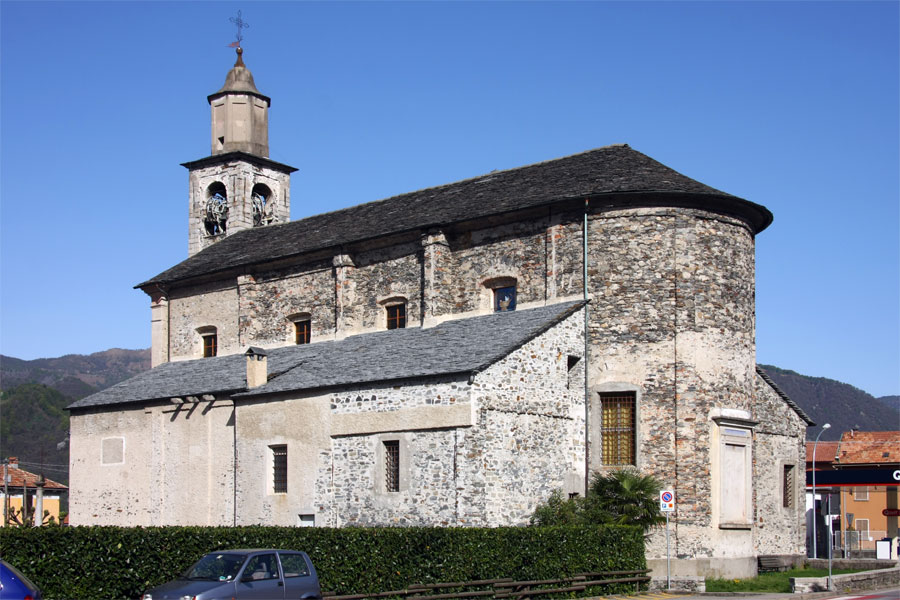
Die Katharinenkirche

Pettenasco (piemontesisch und lombardisch Pitnasch) ist eine italienische Gemeinde mit 1305 Einwohnern (Stand 31. Dezember 2023) in der Provinz Novara (NO), Region Piemont.

## Geographie
Pettenasco liegt im Mündungsdelta des Wildbachs Pescone in den Ortasee.
Das Gemeindegebiet umfasst eine Fläche von 7 km². Die Gemeinde besteht aus den Ortsteilen Pratolungo und Crabbia. Crabbia liegt dabei auf einer durch einen Hügel gebildeten Landzunge im See. Die Dorfanlage ist noch mittelalterlich. Crabbia ist insbesondere für seine Aussicht über den gesamten See bekannt.
Pratolungo liegt oberhalb des Bahnhofs östlich vom Hauptort. Touristisch bedeutend ist die kleine Barockkirche Madonna della Neve, die am Ende einer 400 Jahre alten Allee Edelkastanien liegt. In der Ortsmitte selber liegt eine kleine Renaissancekirche, die Kirche San Grato.
Die Nachbargemeinden sind Armeno, Miasino, Nonio, Omegna, Orta San Giulio und Pella.

## Geschichte
Besiedelt wurde die Gegend des heutigen Pettenasco vermutlich schon zu vorrömischer Zeit von Kelten und Ligurern. Aus der Römerzeit wurden bei archäologischen Grabungen Grabmäler entdeckt.  Im späten römischen Kaiserreich soll der Überlieferung nach der römische Statthalter des Gebiets seinen Sitz in Pettenasco gehabt haben. In Urkunden erwähnt wird der Ort erstmals 892, eigene Ortssatzungen existieren seit 1433.

## Sehenswürdigkeiten
Ein bedeutender Bau ist die Pfarrkirche Santa Caterina d’Alessandria. Diese wurde 1778 aus einer romanischen Kapelle des 12. Jahrhunderts gebaut, von der noch heute der kleinere Turm und der linke Teil der Apsis stammen. Innerorts sind noch diverse mittelalterliche Wohnbauten vorhanden.
Das Ortsbild wird geprägt durch das Eisenbahnviadukt der Strecke von Gozzano nach Omegna. Im Ort widmet sich das Museo dell’Arte e della Tornitura del Legno der Kunst des Drechselns und der Geschichte der holzverarbeitenden Kleinindustrie in Ort und Region.